# 數據即服務
在计算领域，数据即服务（Data as a service，簡稱DaaS）是指在線數據服務，開發者將開發用的數據保存在互聯網上並隨時訪問，而無需使用保存在本地計算機上的數據庫。